# Polyrhachis turneri
Polyrhachis turneri är en myrart som beskrevs av Auguste-Henri Forel 1895. Polyrhachis turneri ingår i släktet Polyrhachis och familjen myror. Inga underarter finns listade i Catalogue of Life.